# Joe Gooch

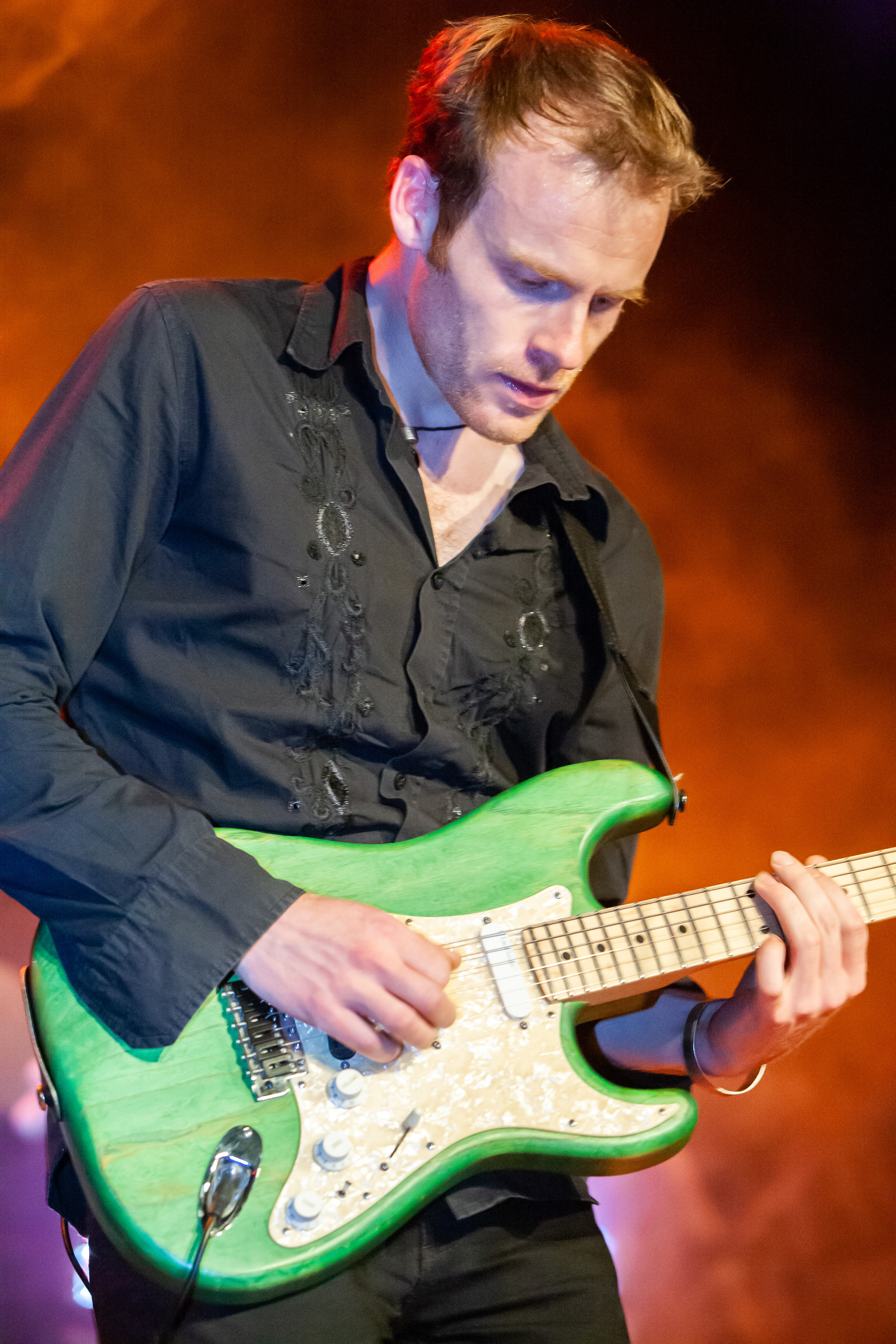
Joe Gooch (2007)

Joe Gooch (* 3. Mai 1977 in Highbury, im Norden von London) war Gitarrist und Leadsänger der Bluesrock-Gruppe Ten Years After bis Ende 2013. Derzeit (2016) ist er Frontman von Hundred Seventy Split.

## Biografie
Joe Gooch wuchs in einem sehr musikalischem Umfeld auf und fand schnell den Weg zum Jazz und zum Blues. Mit der im Jahre 1967 gegründeten legendären Woodstock-Festival-Band Ten Years After trat er 2003 mit 26 Jahren das Erbe von Ex-Frontman Alvin Lee an. Zu dieser Zeit spielte er in der Band Siro.
Ursprünglich erhielt Joe Gooch eine klassische Gitarrenausbildung, fand aber früh zur Musik von Jimi Hendrix und Frank Zappa. Er hat mit Ten Years After inzwischen drei Alben veröffentlicht. 2010 begann er mit seinem Bandkameraden von Ten Years After Leo Lyons das Projekt Hundred Seventy Split, das zwei Studioalben  produzierte, aber ab 2011 auch Liveauftritte absolviert und 2012 eine DVD mit dem Titel Live from the Rockhal (Luxembourg) veröffentlicht hat. Außerdem erschien 2014 ein neues Studioalbum, das den Namen HSS trägt. 2015  wurde The Road veröffentlicht. Außerdem entstand ein weiteres Studioalbum 2016, das den Namen Tracks trägt.

## Diskografie
mit Ten Years After
- Now (Studioalbum, 2004)
- Roadworks (Live, 2005)
- Evolution (Studioalbum, 2008)

mit The Ascent
- One (Studioalbum, 2009)

mit Hundred Seventy Split
- The world won’t stop (Studioalbum, 2010)
- HSS (Studioalbum, 2014)
- The Road (Live, 2015)
- Tracks (Studioalbum, 2016)
- Woodstock 69 (Live, 2019)